# Ramón Duvalón Carrión
Ramón Duvalón Carrión   (31 d'agost de 1954) és un boxejador cubà, ja retirat, guanyador d'una medalla olímpica.
El 1976 va prendre part en els Jocs Olímpics d'Estiu de Montreal, on va guanyar la medalla de plata en la categoria del pes mosca del programa de boxa, en perdre la final contra l'estatunidenc Leo Randolph.
En el seu palmarès també destaca una medalla d'or en els Jocs Panamericans de 1975. Una vegada retirat, el 1979, passà a exercir d'entrenador.